# 華道

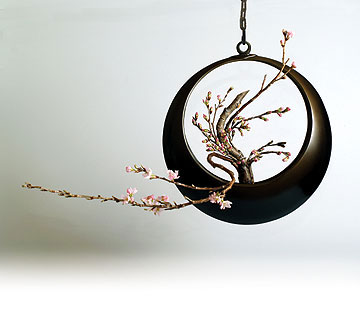
華道古典生花　上旬の月　月光筒

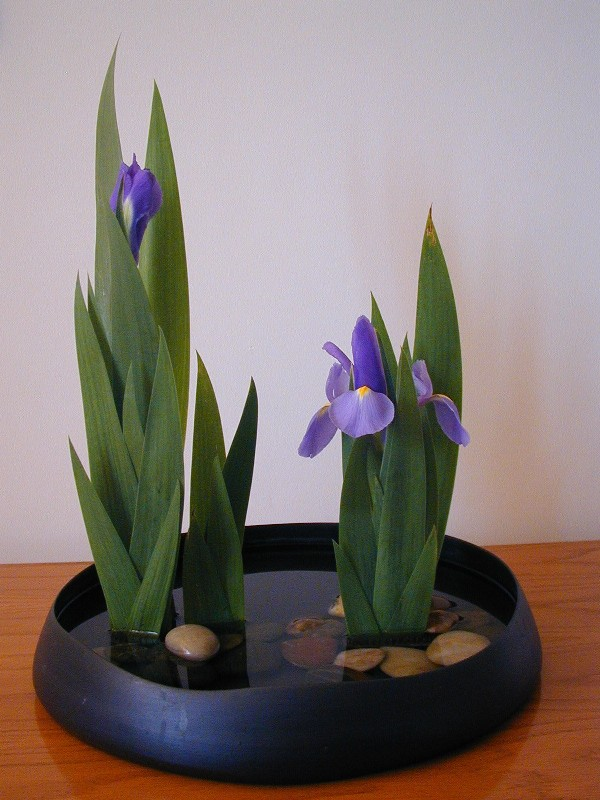
華道の伝統的様式

華道（かどう）は日本発祥の芸術。植物やその他様々な材料を組み合わせて構成し、鑑賞する。「花道」とも表記し、またいけばな（生け花、活花、挿花）とも呼ばれる。「華道」という呼称は「いけばな」よりも求道的意味合いが強調される。様々な流派があり様式・技法は各流派によって異なる。現代では国際的に認知されている。
欧米のフラワーデザインでは3次元のどこから見ても統一したフォルムが感じられることを好むことが多いのに対し、華道では鑑賞する正面を明確に定めたり、3次元の空間を2次元で表現したりする。また華道は、花材の花の部分だけでなく枝ぶりや木の幹の部分も表現の一部として用いる。さらに花以外の葉や苔、現代では野菜や果実をも材料として用いる。

## 歴史
華道の起源は古代からのアニミズムの流れとして、植物を立てて神を招くという行為が考えられる（依代）。また、採取した植物を住居などである空間にて再構成する行為に基づくという研究もある。植物は動物と異なり、切り落としても適切な処置すればある程度生命を維持することができる。こうした植物の特性に神秘を見たとも考えられる。それは常緑樹信仰にも通じ、人間の手の及ばない神秘の力を花器の上で包括的に管理してしまおうとする試みであるとも考えられる。
華道の発祥は仏教伝来に際し花を献じる供花に由来するという説もある。また、一輪挿しなどに挿した花を愛でる習慣は古くは平安時代あたりまで遡り、例えば『枕草子』などの文献史料からたどることができる。当初は既存の器を利用していたが、後に専用の花器が製作されるようになった。
華道の確立は室町時代中期、京都六角堂の僧侶であった池坊専慶によるものとされる。僧侶は代々池のほとりに居住していたことから「池坊（いけのぼう）」と呼ばれていた。そうした呼び名が後世に流派の名前となる。家元、宗家らによって江戸時代中期にかけて立花（たてばな、りっか; 「立華」とも書く）と呼ばれる型が大成されていった。
その後、江戸中期から後期になると、華道はそれまでの上流階級・武家階級のものから広く庶民のたしなみへと変化。生花（しょうか、せいか）を中心に広く愛されるようになった。
今日の華道と言えば、江戸時代後期文化・文政の時代（化政文化）に流行した生花、挿花のことを指すことが多い。特に江戸後期に大流行した「曲生け」と呼ばれた華道遠州流系では技巧の達人・名手が多く登場。意匠を凝らした銅の花器や厳選された木材と職人技の塗り花台などとともに数寄者がこぞって花を生け、今もその意匠・デザインは引き継がれていることも多い。また関西では遠州流から独立した未生斎一甫の興した未生流系、東日本では古流系などの流派から多くの流派に分かれていくきっかけとなる。
江戸末期から明治初期の頃、世界的なジャポニスムにより華道・生け花がジョサイア・コンドルらによって、哲学性と日本の美意識が体系化していた遠州流を中心に欧州に紹介され、ヨーロッパのフラワーデザインにラインアレンジメントの手法として影響を与えた。1887年に宮中顧問として来日したオットマール・フォン・モールは、当時の日本の洋館の家具調度の趣味の悪さを指摘しながら、その至る所に飾られた生け花の芸術性に注目し、「これこそいかなる階級に属そうとも日本人がいかに優れた繊細な伝統的芸術感覚と趣味豊かな感性を持ち合わせているかを証明する技芸であろう」と評価した。
国内では、いけ花の近代化に伴い、抛入花(または瓶花)、盛花（もりばな）などから「自由花」「現代花」が派生するなど、様々な型が編み出された。また異種花材として植物以外の幅広い材料も、特に戦後のアバンギャルド主義に影響され草月を興した勅使河原蒼風らにより「花材」として盛んに取り入れられて現在にいたる。

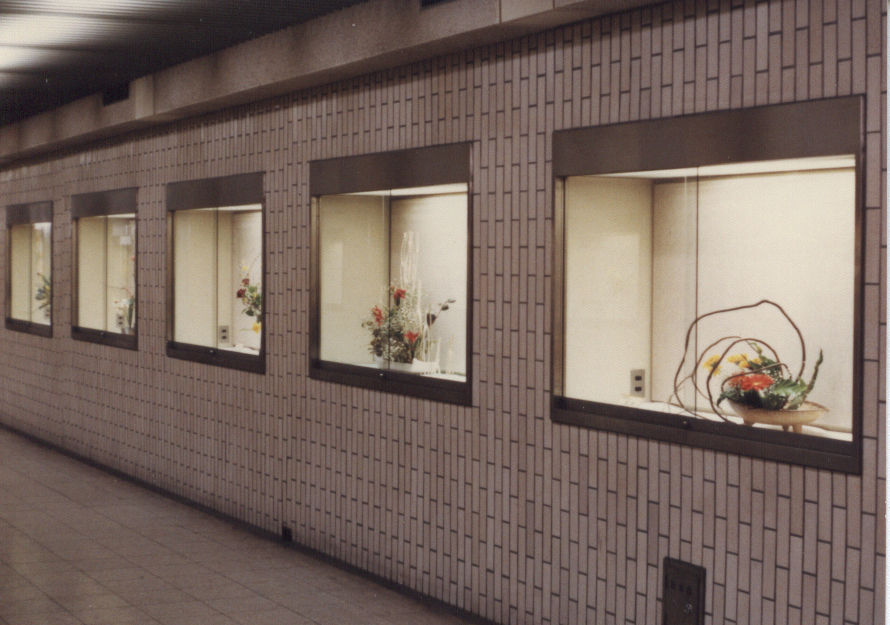
京都市営地下鉄（京都市交通局）・京都駅構内での展示

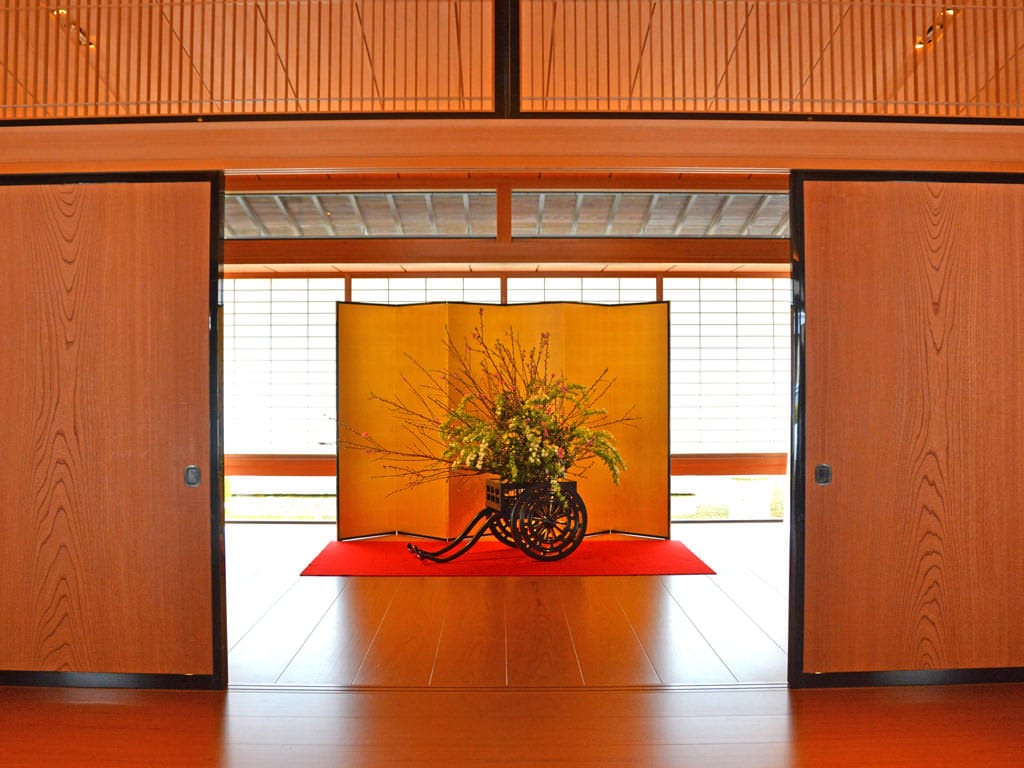
京都迎賓館の正面玄関の生け花

## 花型の類型（日本いけばな芸術協会による）
日本いけばな芸術協会では、いけばなの花型を以下の6つに大別している。この分類は、伝統的な様式美から現代的な表現に至るまでの、いけばなの多様性を示すものである。
- 立花（りっか） — 室町時代に大成された格式の高い様式。草木の生命力を荘厳に表現し、主に儀式や公式行事などに用いられる。
- 抛入・瓶花（なげいれ・へいか） — 器に花を自然に投げ入れるように生ける、素朴で侘びの精神を表現した様式。茶の湯との関係が深く、簡素ながら気品ある構成が特徴。
- 生花（せいか・しょうか） — 三才（天地人）の構成に基づき、植物本来の姿を尊重した端正な表現。流派により名称や技法に違いがある。
- 文人花（ぶんじんばな） — 中国の文人趣味に由来し、花と器、空間との調和を重んじる様式。書画や陶芸と通じる、風雅で内省的な表現が特徴。
- 盛花（もりばな） — 水盤と剣山を用いて花を立体的に構成する、近代以降の代表的様式。色彩と造形の調和を図り、自由度が高い。
- 自由花（じゆうばな・じゆうか） — 花材や形式にとらわれず、創造性と個性の発揮を主眼とする現代的な表現。自然素材以外を用いることもある。

## 花材取り合わせの考え方
花の色や質感、季節を考慮して組み合わせることを「花材の取り合わせ」という。流派によって細やかに定めを規定しているが、基本的には主材、配材に区分し、主材には夏ハゼなど「木もの」、配材には菊やハランなど「花もの」に加えて「葉もの」を充てる。しかし、いけばなでは季節感が重要で、夏ハゼは春から秋の三期に使うため季節を特定するのは難しい。また、菊やハランも現在では四季に出回る。そのため、この組み合わせでは春の作品なのか秋なのか、季節を感じさせない懸念が残る。ところが、夏ハゼに新芽の初々しい姿があれば春らしさが強調されるであろう。また、葉が紅葉していればおのずと秋らしく感じる。また、菊も春菊、夏菊、秋菊、寒菊というように四季感のある種類を使えば問題なく季節を思い起こさせる。このように季節を意識した視野で素材を捉えると、同じ花材でも訴える力は随分変わる。ただ、いけばなでは季節重視だけではなく、造型重視や色彩本位の構成があり、素材の組み合わせは作品の狙いやモチーフで異なる。このことから、自然調（和風趣向）と造型（現代花、洋風趣向）とに大分され、構成の仕方で取り合わせを考える。一方、流派の定める古典花（伝統花）は完成された伝承いけばなである。したがって素材の組み合わせだけでなく、いけ方、考え方には厳しく定めがあり、自由な解釈による創作は一般にはされない。
- 取り合わせパターン（一般には「一種」「二種」「三種」「四種」「五種」）
  - 「一種いけ」　一種の素材でいけることをいい、その植物事態の魅力を余すことなく引き出す。柾、槙、杉などは枝葉の疎密に強弱を見出し、緑の濃淡に深い味わいを求める。花のある椿、さざんかなどの花はアクセント的に用いられる。桃、梅、桜などは「花木」と呼び、花と幹の表情を引き出す。「生花」様式では一種いけが多く見られる。
  - 「二種いけ」　一種では物足りない時に他の素材をもう一種添える。あるいは、二種を組み合わせることの相互関係で生まれる連体美を求める。一般的には主材と配材の関係で、主材に枝もの、配材に花ものを組み合わせる。
  - 「三種いけ」　考え方は二種いけ同様。主材に枝もの、配材に花もの二種、または葉もの。
  - 「四種いけ」　かつては四の数字は嫌われたが、現在ではその数字にこだわらず、あくまで美的要素の見地で判断される。

色彩を多く取り上げる今日のいけばなでは花や葉の種類も多く、四種〜六種使うことが一般となっている。葉もの二種を組み合わせることもある。

## 素材の水揚げ法
水揚げ法は花材の日持ちをはかる上で重要かつ不可欠ないけばな心得の一つである。科学的根拠と云うより、先人の経験からの知識によって伝承されることが主である。蒸散作用の抑制から、風にあてないことも重要である。
- 主な手法は
  - 「水切り」「注入法」「焼く、煮沸法」「砕く」「薬剤使用」「錫、胴の利用」などがある。植物の生態を利用した朝切り、夕切りなどは採取時間が最重視され水揚げは極度にあがる。
  - 最近は温度と湿度を管理するストッカーを利用する生花業者が多いが、このような管理法は極端な言い方をすれば切り花を冬眠させているようなもので、一旦外に出すと日持ちは悪くなる。特に夏場は外気温との温度差が広く、汗をかいたように花や葉に水滴が溜まり蒸せさせるため消費者としては歓迎されない設備と言える。

## 諸道具
いけばなに使う諸道具、用具類。
- 花器

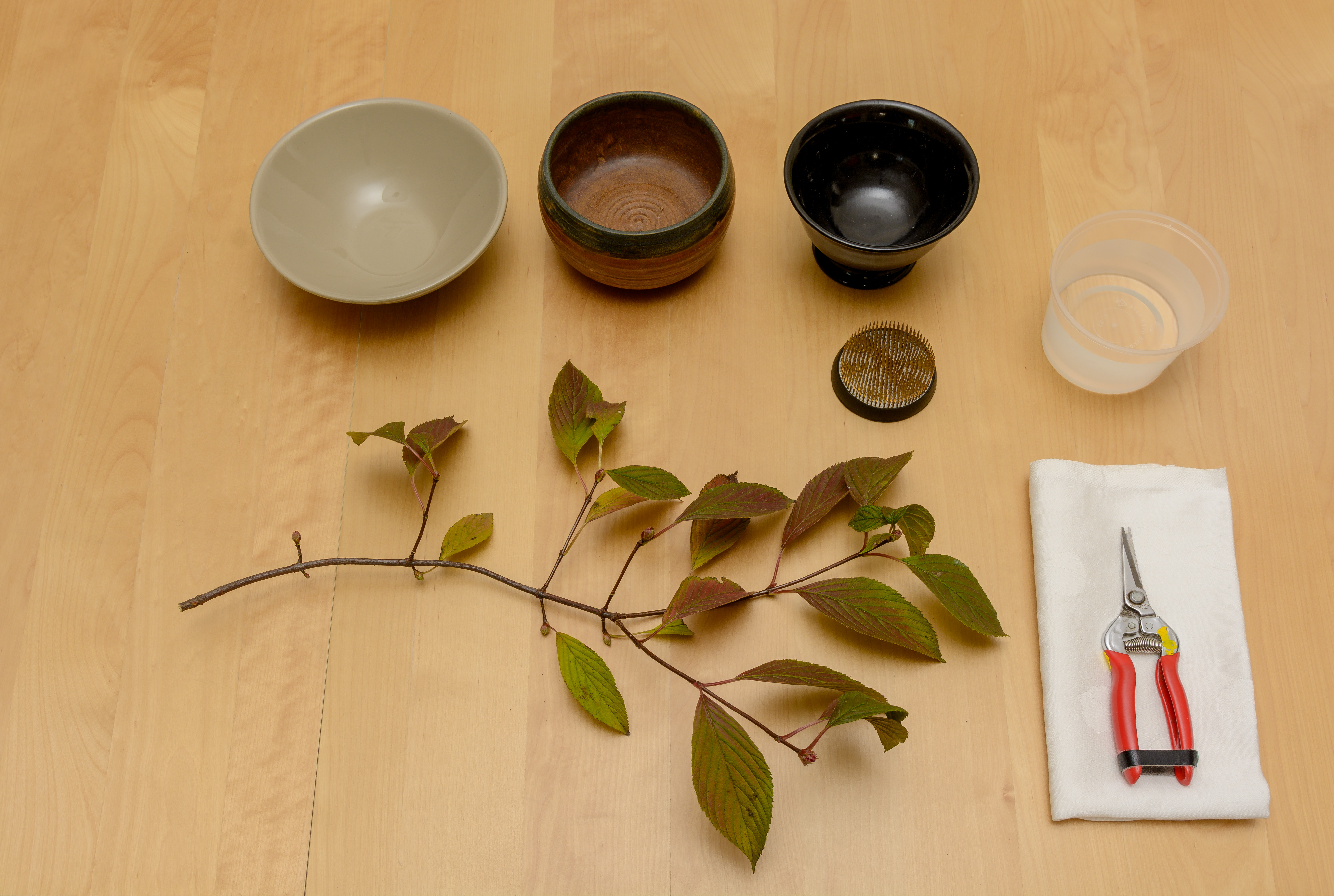
道具の一例　上段　三種類の花器、中央左　剣山、下段右　花鋏

  - 材質は陶、竹、金属、木、藤、石、漆、ガラス、プラスチック、など。形は浅い水盤、横長、小判型、コンポート、壷、寸胴、創作器、雑器、釣り花器、掛け器など。
- 剣山
- 花鋏
  - 主に蔓手（つる手）、蕨手（わらび手）と称される2種類の花鋏が用いられる。
- 花台
  - 敷板、卓台（これには白木作りと塗りものがある）。その他、プラスチック、ガラス、布など。
  - 素材を固定する道具。1センチメートル程度の長さの釘が無数に埋め込まれたもので、鉛、アンチンなどを混ぜた重り部分から出来ている。長方形、円形があり、器の形に合った舟形など、多様。剣山が誕生するまでは七宝、亀の甲と呼ぶ鉄で作られた蜂の巣状の形をしたものや、鶴や御所車、カニなど飾り物留具が使われた。
- その他
  - いけばな用の小型のこぎり、利休小刀、金槌、針金、水揚げ鉄砲、霧吹きなど。また大作ではジグソー、電動ドリル、溶接機、チェンソーなど多岐にわたる大小の道具類が使われる。

## 華道の代表的流派
（五十音順）
- 池坊（いけのぼう）開祖・池坊専慶が京都の六角堂池坊の僧侶だったことに因む。池坊いけばなの始祖。室町時代より発生。
- 池坊宝生流（いけのぼうほうしょうりゅう）
- いけばな京花傳（いけばなきょうかでん）
- 五十鈴古流（いすずこりゅう）
- 伊勢草木藤野流（いせそうもくふじのりゅう）
- 一葉式いけ花（いちようしきいけばな）
- 小原流（おはらりゅう）盛花（もりばな）を考案した小原雲心（おはらうんしん）を祖とする。1891年に島根県より発生。
- 御室流（おむろりゅう）御室御所「仁和寺」を家元とする流派
- 梶井宮御流（かじいのみやごりゅう）梶井宮「三千院」を流祖とする流派
- 華頂流（かちょうりゅう）
- 桂古流（かつらこりゅう）桂宮家華務職を流祖とする流派。
- 華道瑩心流（かどうえいしんりゅう）
- 華道遠州（かどうえんしゅう）安土桃山時代から江戸時代初期の大名で茶人として高名な小堀遠州を祖とする。
- 華道表現派（かどうひょうげんは）
- 華道高野山（かどうこうやさん）
- 華道日本未生（かどうにほんみしょう）
- 紀宮花山院流（きのみやかさのいんりゅう）
- 桑原専慶流（くわはらせんけいりゅう）
- 光輝流（こうきりゅう）
- 光輝流（こうきりゅう）
- 広山流（こうざんりゅう）
- 光風流（こうふうりゅう）
- 古流理恩会（こりゅうりおんかい）
- 古流かたばみ会（こりゅうかたばみかい）
- 古流松應会（こりゅうしょうおうかい）
- 古流松藤会（こりゅうしょうとうかい）一志軒宗普～安藤涼宇（1807没）と引き継がれた。古流系は池坊・遠州流につぐ歴史をもつ。
- 嵯峨御流（さがごりゅう）嵯峨御所「大覚寺」を家元とする流派。
- 翠月古流（すいげつこりゅう）
- 青山御流（せいざんごりゅう）公家の末裔、園家（伯爵）により相伝されている流派。
- 正風華道 （せいふうかどう）盛花、千変万化を特徴とする流派。
- 石州流華道（せきしゅうりゅうかどう）
- 専慶流（せんけいりゅう）
- 洗心流（せんしんりゅう）
- 相阿弥流（そうあみりゅう）
- 佐々木流（ささきりゅう）
- 草月流（そうげつりゅう）勅使河原蒼風（1979没）流祖。草月会館 （東京・赤坂）

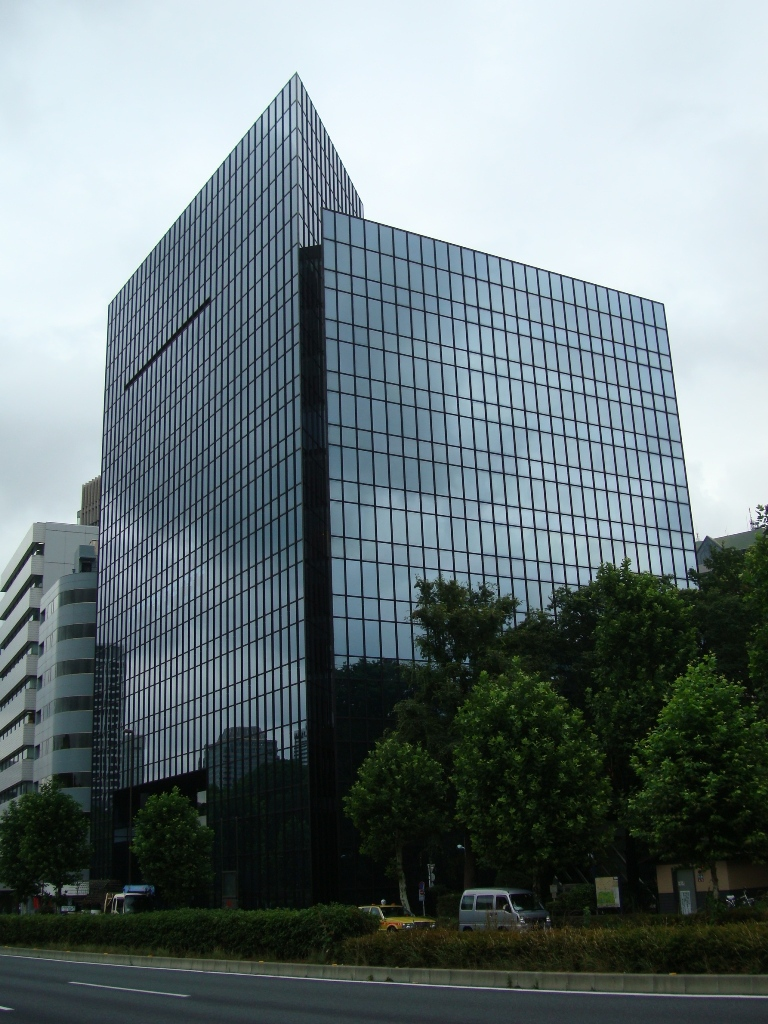
草月会館 （東京・赤坂）

- 月輪未生流（つきのわみしょうりゅう）皇室の菩提寺「泉涌寺」を家元とする流派。
- 勅使河原和風会（てしがはらわふうかい）1896年10月に日本生花学会を立ち上げた初代勅使河原和風を家元とする流派。
- 日新流（にっしんりゅう）
- 日本古流（にほんこりゅう）
- 日本心華道（にほんしんかどう）
- 日本生花司 松月堂古流（にほんせいかし しょうげつどうこりゅう）公家の末裔、植松家（子爵）により相伝されている流派。
- 八代流（はちだいりゅう）室町幕府第8代将軍足利義政を高祖とする流派。
- 花古流（はなこりゅう） １
- 未生流（みしょうりゅう）未生斎一甫（1824没）流祖。
- 未生流笹岡（みしょうりゅうささおか）
- 都古流（みやここりゅう）
- 都未生流（みやこみしょうりゅう）
- 雅(みやび)流（みやびりゅう）
- 無双真古流（むそうしんこりゅう）
- 山村御流（やまむらごりゅう）山村御殿・圓照寺を家元とする流派。
- 容眞御流（ようしんごりゅう）
- 龍生派（りゅうせいは）

## いけばなの代表的個人作家
（五十音順）
- 芦田一寿
- 柿崎順一
- 假屋崎省吾
- 川瀬敏郎
- 栗崎昇
- 齋藤恵理
- 杉崎宗雲
- 州村衛香
- 土屋宗良
- 中川幸夫
- 松田隆作
- 吉村華泉
- 吉村華洲

## 関連文献
- 西山松之助『花と日本文化(西山松之助著作集 8)』吉川弘文館、1985年㋅　ISBN　4642032487、オンデマンド版　2013年12月、ISBN　9784642042994
- 小林善帆『いけ花の歴史』吉川弘文館、2025年2月、ISBN　9784642084734
- 小林善帆『近代女子教育といけ花・茶の湯-日本・キリスト教主義・植民地』吉川弘文館、2025年2月、ISBN　9784642039406